# Нела Кубурович
Нела Кубурович (на сръбски: Нела Кубуровић / Nela Kuburović) е сръбска юристка и политичка. Била е министърка на правосъдието на Сърбия (2016 – 2020). Преди назначаването си е била заместник-министърка на правосъдието в Министерството на правосъдието.

## Биография
Родена е на 7 април 1982 г. в град Сараево, Социалистическа република Босна и Херцеговина, СФРЮ. Завършва основно и средно образование в Белград. През 2005 г. завършва Белградския университет, а през 2008 г. държи професионален изпит по право.
От 2006 г. работи като помощник-съдия в Първи белградски съд, а от 2008 до 2009 г. като секретар в Министерството на правосъдието. След това се премества във Висшия съдебен съвет, като част от отдела по законодателството, а от 2013 г. като част от отдела за статута на съдиите. През 2014 г. тя става заместник-министър на правосъдието при Никола Селакович. През 2016 г. тя става министър на правосъдието във второто правителство на Александър Вучич.
През февруари 2017 г. министър-председателят на Сърбия – Александър Вучич, решава да се кандидатира за президентските избори. Той печели изборите на първия тур и полага клетва като президент на Сърбия на 31 май 2017 г. Седмици по-късно дава мандат на Ана Бърнабич, за да състави правителствения кабинет. На 29 юни 2017 г. е сформиран кабинетът на Ана Бърнабич, като Нела Кубурович запазва поста си. През ноември 2017 г. тя става част от председателския съвет на Сръбската прогресивна партия.